# Handbooks prepared under the direction of the Historical Section of the Foreign Office

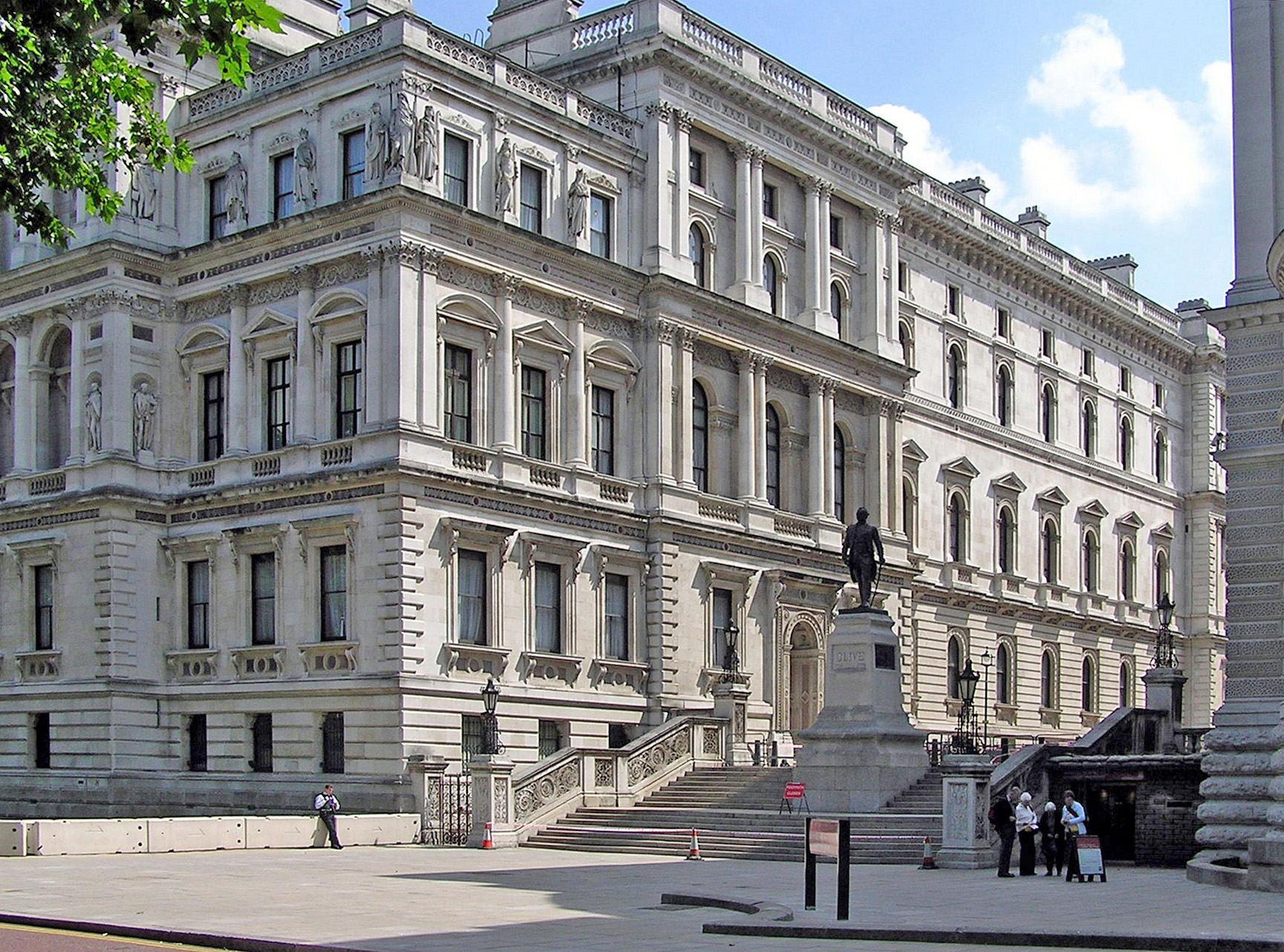
Das Foreign Office-Gebäude, erbaut von George Gilbert Scott, von der Horse Guards Road aus betrachtet

Die Handbooks prepared under the direction of the Historical Section of the Foreign Office (deutsch Handbücher erstellt unter der Leitung der Historischen Abteilung des Auswärtigen Amtes) sind eine von der Historischen Abteilung (englisch Historical Section) des britischen Auswärtigen Amtes (englisch Foreign Office) veröffentlichte  englischsprachige Schriftenreihe. Insgesamt sind darin mehr als 160 Studien erschienen, die größtenteils nach Abschluss der Pariser Friedenskonferenz 1919 veröffentlicht wurden. Die Bücher informieren über Länder-, Gebiets- und Wirtschaftsfragen, die im Auftrag des Auswärtigen Amtes für britische Unterhändler auf der Pariser Friedenskonferenz von 1919 erstellt wurden. Sie liefern schwerpunktmäßig eine politische Geschichte der Bildung und Expansion der jeweiligen Staaten/Länder/Gebiete, beginnend mit der Entdeckung und Kolonialisierung.
Ihr Herausgeber, George Walter Prothero (1848–1922), arbeitete als historischer Berater des Auswärtigen Amtes und nahm in dieser Funktion an der Pariser Friedenskonferenz teil.
Die Bände wurden vom Her Majesty’s Stationery Office in London veröffentlicht. Inzwischen sind sie größtenteils online abrufbar.

## Übersicht
Vgl. worldcat.org & wdl.org. - Deutsche Übersetzungen der einzelnen Titel wurden ergänzt (in Klammern).
- 1. Austria. Hungary. Foreign policy of Austria-Hungary (Österreich. Ungarn. Außenpolitik von Österreich-Ungarn) - Digitalisat
- 2. Bohemia and Moravia (Böhmen und Mähren) - Digitalisat
- 3. Slovakia (Slowakei) - Digitalisat
- 4. Austrian Silesia (Österreichisch-Schlesien) - Digitalisat
- 5. Bukovina  (Bukowina) - Digitalisat
- 6. Transylvania and the Banat (Siebenbürgen und das Banat) - Digitalisat
- 7. Hungarian Ruthenia (Ungarisch-Ruthenien) - Digitalisat
- 8. Croatia-Slavonia and Fiume (Kroatien-Slawonien und Fiume) - Digitalisat
- 9. Carniola, Carinthia and Styria (Krain, Kärnten und Steiermark) - Digitalisat
- 11. Dalmatia (Dalmatien) - Digitalisat
- 12. Bosnia and Herzegovina (Bosnien und Herzegowina) - Digitalisat
- 13. The Slovenes (Die Slowenen) - Digitalisat
- 14. The Jugo-Slav movement (Die jugoslawische Bewegung) - Digitalisat
- 15. History of the Eastern question (Geschichte der Orientalischen Frage) - Digitalisat
- 16. Turkey in Europe (Die Türkei in Europa) - Digitalisat
- 17. Albania (Albanien) - Digitalisat
- 18. Greece with the Cyclades & northern Sporades (Griechenland mit den Kykladen & Nördlichen Sporaden) - Digitalisat
- 19. Montenegro (Montenegro) - Digitalisat
- 20. Serbia (Serbien) - Digitalisat
- 21. Macedonia (Mazedonien) - Digitalisat
- 22. Bulgaria (Bulgarien) - Digitalisat
- 23. Rumania (Rumänien)
- 25. Holland (Holland)
- 26. Belgium (Belgien)
- 29. Neutrality of Belgium (Neutralität von Belgien) - Digitalisat
- 30. Alsace-Lorraine (Elsaß-Lothringen) - Digitalisat
- 31. Lorraine and Saar minefields (Grubenfelder Lothringens und des Saarlandes)
- 33. Trentino and Alto Adige (Trentino und Südtirol)
- 34. Spain (Spanien)
- 35. Schleswig-Holstein (Schleswig-Holstein)
- 36. Spitsbergen (Spitzbergen)
- 37 Bavarian Palatinate (Bayerische Pfalz) - Digitalisat
- 38. Rhenish Prussia (Rheinpreußen)
- 39. East and West Prussia (Ost- und Westpreußen) - Digitalisat
- 40. Upper Silesia (Oberschlesien) - Digitalisat
- 41. The Kiel Canal and Heligoland (Kielkanal und Helgoland) - Digitalisat
- 42. German colonization (Deutsche Kolonisation) - Digitalisat
- 43. Poland, general sketch of history, 1569–1815 (Polen, allgemeine Skizze der Geschichte, 1569–1815)
- 44. Russian Poland, Lithuania and White Russia (Russisches Polen, Litauen und Weißrussland) - Digitalisat
- 45. Prussian Poland (Preußisches Polen)
- 46. Austrian Poland (Österreichisches Polen) - Digitalisat
- 47. Finland (Finnland)
- 48. The Åland Islands (Ålandinseln) - Digitalisat
- 50. Courland, Livonia, and Esthonia
- 51. Bessarabia (Bessarabien)
- 52. The Ukraine (Die Ukraine)
- 53. The Don and Volga basins (Das Don- und das Wolgabecken) - Digitalisat
- 56. Sakhalin (Sachalin)
- 57. Mohammedan history. (1) The rise of Islam and the Pan-Islamic movement. (2) The rise of the Turks and the Pan-Turanian movement. (3) Islam in India and Africa (Mohammedanische Geschichte. (1) Der Aufstieg des Islam und der panislamischen Bewegung. (2) Der Aufstieg der Türken und der panturanischen Bewegung. (3) Islam in Indien und Afrika) - Digitalisat
- 58. Turkey in Asia (Die Türkei in Asien)
- 59. Anatolia (Anatolien)
- 60. Syria and Palestine (Syrien und Palästina) - Digitalisat
- 61. Arabia (Arabien)
- 62. Armenia and Kurdistan (Armenien und Kurdistan)
- 63. Mesopotamia (Mesopotamien)
- 64. Islands of the northern and eastern Aegean (Inseln der nördlichen und östlichen Ägäis)
- 65. Cyprus (Zypern)
- 66. France and the Levant (Frankreich und die Levante)
- 68. Mongolia (Mongolei) - Digitalisat
- 69. Manchuria (Mandschurei)
- 70. Tibet (Tibet)
- 71. Kiaochow and Weihaiwei (Kiaochow und Weihaiwei)
- 73. Japan (Japan) (von John Harington Gubbins)
- 74. Siam (Siam) (von Josiah Crosby)
- 76. Persian Gulf (Persischer Golf)
- 77. French possessions in India (Französische Besitzungen in Indien)
- 78. French Indo-china (Französisch-Indochina)
- 79. Portuguese possessions in India (Portugiesische Besitzungen in Indien)
- 80. Portuguese Timor (Portugiesisch-Timor)
- 81. Macao (Macau)
- 82. Java and Madura (Java und Madura)
- 83. Sumatra (Sumatra)
- 84. Dutch Borneo (Niederländisch-Borneo)
- 85. Celebes (Celebes)
- 86. Dutch Timor and the lesser Sunda Islands (Niederländisch-Timor und die Kleinen Sundainseln)
- 87. Dutch new Guinea and the Molucca Islands (Niederländisch-Neuguinea und die Molukken)
- 88. British New Guinea (Papua) (Britisch-Neuguinea (Papua))
- 89. Partition of Africa (Teilung Afrikas) - Digitalisat
- 90. British West Africa (general) (Britisch-Westafrika (allgemein))
- 92. Sierra Leone (Sierra Leone)
- 93. Gold Coast (Goldküste)
- 94. Nigeria (Nigeria)
- 95. Nyasaland (Nyasaland)
- 96a/b. The Rise of Islam and the Caliphate. The Pan-Islamic Movement (Der Aufstieg des Islam und das Kalifat. Die panislamische Bewegung)
- 96c/d. The Rise of the Turks. The Pan-Turanian Movement (Der Aufstieg der Türken. Die panturanische Bewegung) - Digitalisat
- 97. British Somaliland and Sokotra (Britisch-Somaliland und Sokotra) - Digitalisat
- 98. Anglo-Egyptian Sudan (Anglo-Ägyptischer Sudan)
- 99. Belgian Congo (Belgisch-Kongo) - Digitalisat
- 100. French West Africa (Französisch-Westafrika)
- 101. French Morocco (Französisch-Marokko)
- 102. Senegal (Senegal)
- 103. French Guinea (Französisch-Guinea)
- 104. Ivory Coast (Elfenbeinküste)
- 105. Dahomey (Königreich Dahomey)
- 106. Mauretania (Mauretanien)
- 107. Upper Senegal and Niger (Oberer Senegal und Niger) - Digitalisat
- 108. French Equatorial Africa (Französisch-Äquatorialafrika)
- 109. French Somaliland (Französisch-Somaliland)
- 110. Togoland (Togo)
- 111. Cameroon (Kamerun)
- 112. South-West Africa (Südwestafrika) - Digitalisat
- 113. Tanganyika (German East Africa) (Tanganjika (Deutsch-Ostafrika))
- 114. Treatment of natives in the German colonies (Behandlung der Einheimischen in den deutschen Kolonien) - Digitalisat
- 115. The formation of the Portuguese colonial empire (Die Bildung des portugiesischen Kolonialreiches) - Digitalisat
- 116. Azores and Madeira (Azoren und Madeira)
- 117. Cape Verde Islands (Kapverdische Inseln)
- 118. Portuguese Guinea (Portugiesisch-Guinea)
- 119. San Thomé and Principe (São Tomé und Príncipe)
- 120. Angola (including Cabinda) (Angola (einschließlich Cabinda))
- 121. Mozambique (Mosambik)
- 122. Spanish Morocco (Spanisch-Marokko)
- 123. Canary Islands (Kanaren)
- 124. Spanish Sahara (Spanisch-Sahara)
- 125. Spanish Guinea (Spanisch-Guinea)
- 126. Eritrea (Eritrea)
- 127. Italian Libya (Italienisch-Libyen)
- 128. Italian Somaliland (Italienisch-Somaliland)
- 129. Abyssinia (Abessinien)
- 130. Liberia (Liberia)
- 131. Saint-Pierre and Miquelon (Saint-Pierre und Miquelon)
- 132. Greenland (Grönland)
- 133. British Honduras (Britisch-Honduras)
- 134. Introduction to the Guiana colonies (Einführung in die Guyana-Kolonien)
- 135. British Guiana (Britisch-Guayana) - Digitalisat
- 136. Dutch Guiana (Niederländisch-Guayana)
- 137. French Guiana (Französisch-Guayana)
- 138. Falkland Islands, Kerguelen (Falkland-Inseln, Kerguelen)
- 139. Discoveries and acquisitions in the Pacific (Entdeckungen und Aneignungen im Pazifik)
- 140 und 143. Galápagos and Juan Fernández Islands (Galapagos und Juan-Fernández-Inseln)
- 141 und 142. Malpelo, Cocos, and Easter Islands (Malpelo, Kokos-Insel und Osterinsel) - Digitalisat
- 145. French possessions in Oceania (Französische Besitzungen in Ozeanien) - Digitalisat
- 146. Former German possessions in Oceania (Ehemalige deutsche Besitzungen in Ozeanien) - Digitalisat
- 147. New Hebrides (Neue Hebriden) - Digitalisat
- 148. The freedom of the seas, historically treated (Die Freiheit der Meere, historisch behandelt) (von Francis Taylor Piggott)
- 149. International rivers (Internationale Flüsse) (von Georges Kaeckenbeeck)
- 150. International canals (Internationale Kanäle) (von Edward Arthur Whittuck)
- 151. International congresses (Internationale Kongresse) (von Ernest Satow)
- 152. European coalitions, alliances, and ententes since 1792 (Europäische Koalitionen, Allianzen und Ententes seit 1792) (von Fossey John Cobb Hearnshaw)
- 153. The Congress of Vienna, 1814–1815 (Der Wiener Kongress, 1814–1815)
- 154. The Congress of Berlin, 1878 (Der Berliner Kongress, 1878)
- 155. German opinion on national policy prior to July 1914. pt. 1 (Deutsche Anschauung zur nationalen Politik bis Juli 1914, Teil 1)
- 156. German opinion on national policy prior to July 1914. pt. 2 (Deutsche Anschauung zur nationalen Politik bis Juli 1914, Teil 2)
- 157. German opinion on national policy since July 1914 (Deutsche Anschauung zur nationalen Politik seit Juli 1914)
- 158. Indemnities of war: subsidies and loans (Kriegsentschädigungen: Subventionen und Kredite) - Digitalisat
- 159. Plebiscite and referendum (Volksabstimmung und Referendum)
- 160. Schemes for maintaining general peace (Pläne zur Aufrechterhaltung des allgemeinen Friedens) (von Lord Phillimore) - Digitalisat
- 161. President Wilson’s policy (Präsident Wilsons Politik)
- 162. Zionism (Zionismus) - Digitalisat